# BMW i8
BMW Vision Efficient Dynamics, BMW i8 — автомобиль компании BMW. Концепт-кар был представлен в 2009 году, первый серийный образец — на Франкфуртском автосалоне в сентябре 2013 года.
BMW Vision Efficient Dynamics представляет собой полноприводное двухдверное купе. Шасси и подвеска сделаны из алюминия, крыша и двери выполнены из поликарбоната. Коэффициент аэродинамического сопротивления 0,26.
Приборная панель расположена на центральном Head-up дисплее и лобовом стекле. Такое сочетание создаёт впечатление трёхмерного пространства. Наиболее важная информация, такая как показание спидометра и маршрут, выдаётся на лобовое стекло в фоновом виде, что обеспечивает наибольшую безопасность, так как водителю не приходится смотреть на панель приборов.
Силовой установкой автомобиля является гибридная система Plug-in hybrid. Система использует сочетание 2-х электродвигателей, питающихся от литий-ионных аккумуляторов и 1,5-литрового трехцилиндрового бензинового двигателя с турбонаддувом B38K15T0 мощностью 170 кВт (231 л. с.). Первый электродвигатель располагается на передней оси и выдаёт постоянную мощность 60 кВт, и максимальную 96 кВт. Второй электродвигатель расположен между основным электродвигателем и бензиновым двигателем, выдаёт постоянную мощность 25 кВт и служит для запуска ДВС. Трансмиссия представляет собой шестиступенчатую роботизированную коробку передач второго поколения.
В общей сложности автомобиль развивает мощность 266 кВт (362 л. с.) и максимальный крутящий момент 570 Нм. Разгоняется до 100 км/ч за 4,4 секунды и развивает максимальную скорость 250 км/ч (ограничена электроникой). Расход топлива в смешанном цикле составляет 2,1 литра на 100 км. Запас хода от аккумуляторных батарей в среднем около 30 км. Максимальный общий запас хода составляет 600 км.
| Год  | Продано BMW i8, шт. |
| ---- | ------------------- |
| 2015 | 32                  |
| 2016 | 16                  |
| 2017 | 13                  |
| 2018 | 18                  |
| 2019 | 10                  |
| 2020 | 6                   |

## В кино
- Миссия невыполнима: Протокол Фантом[4]

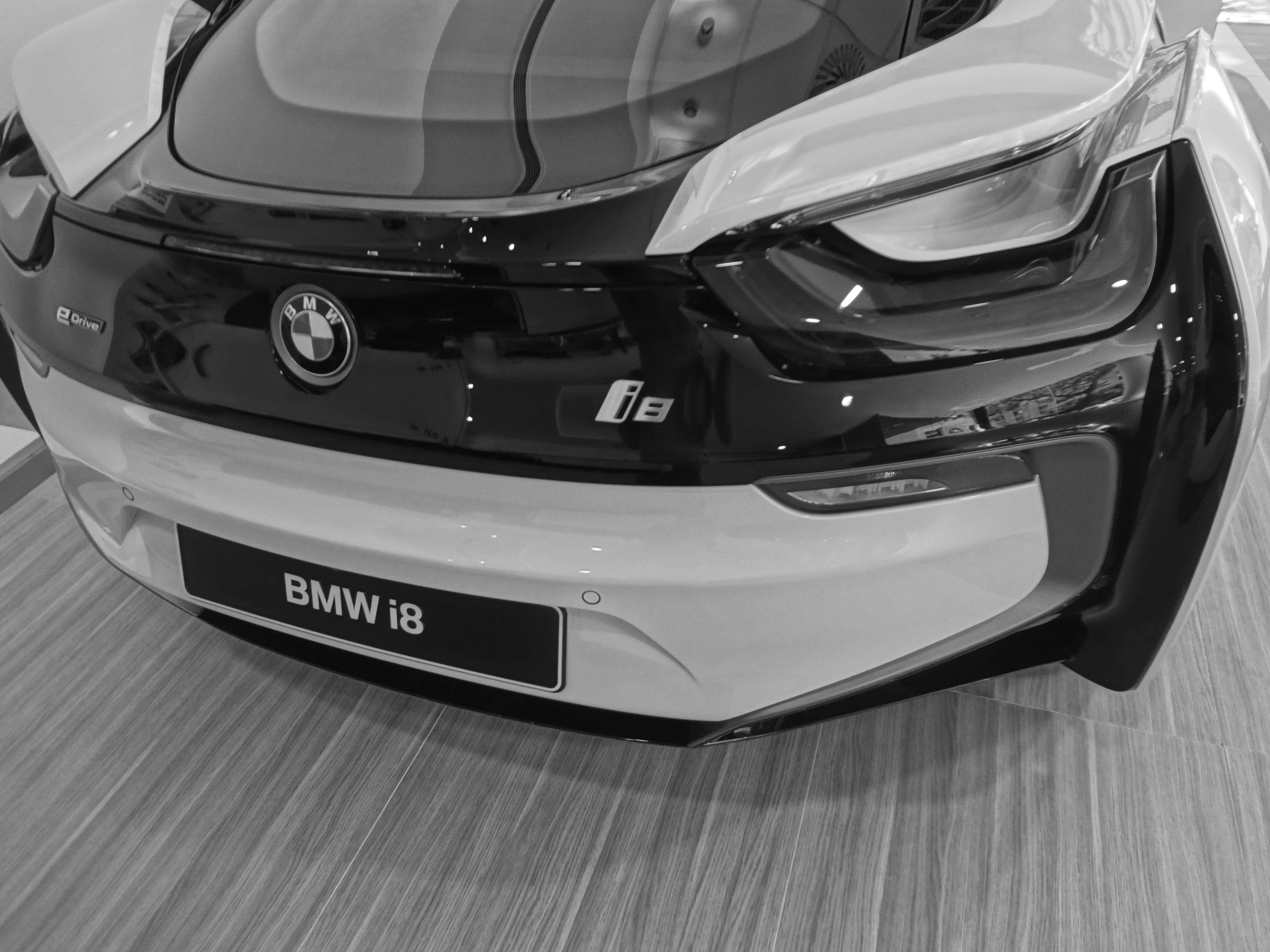
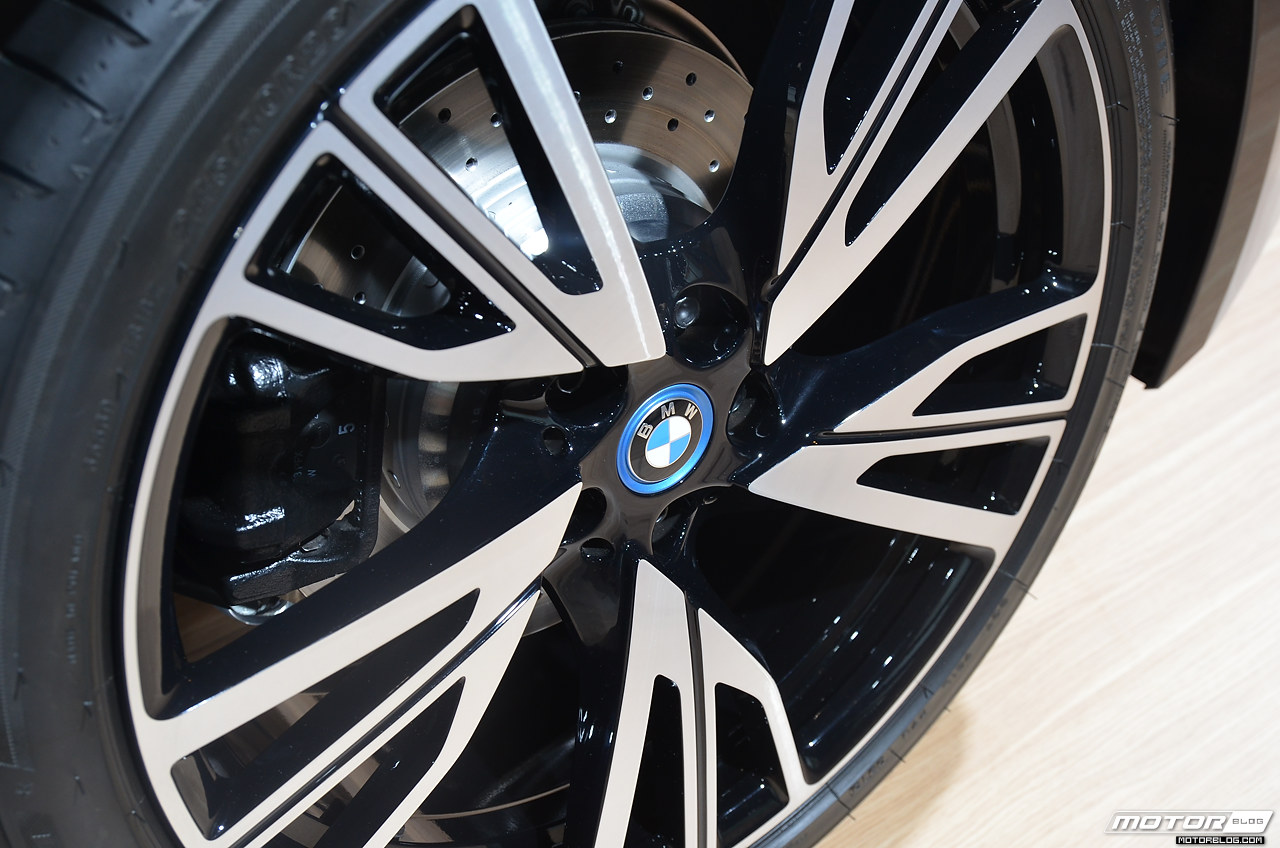
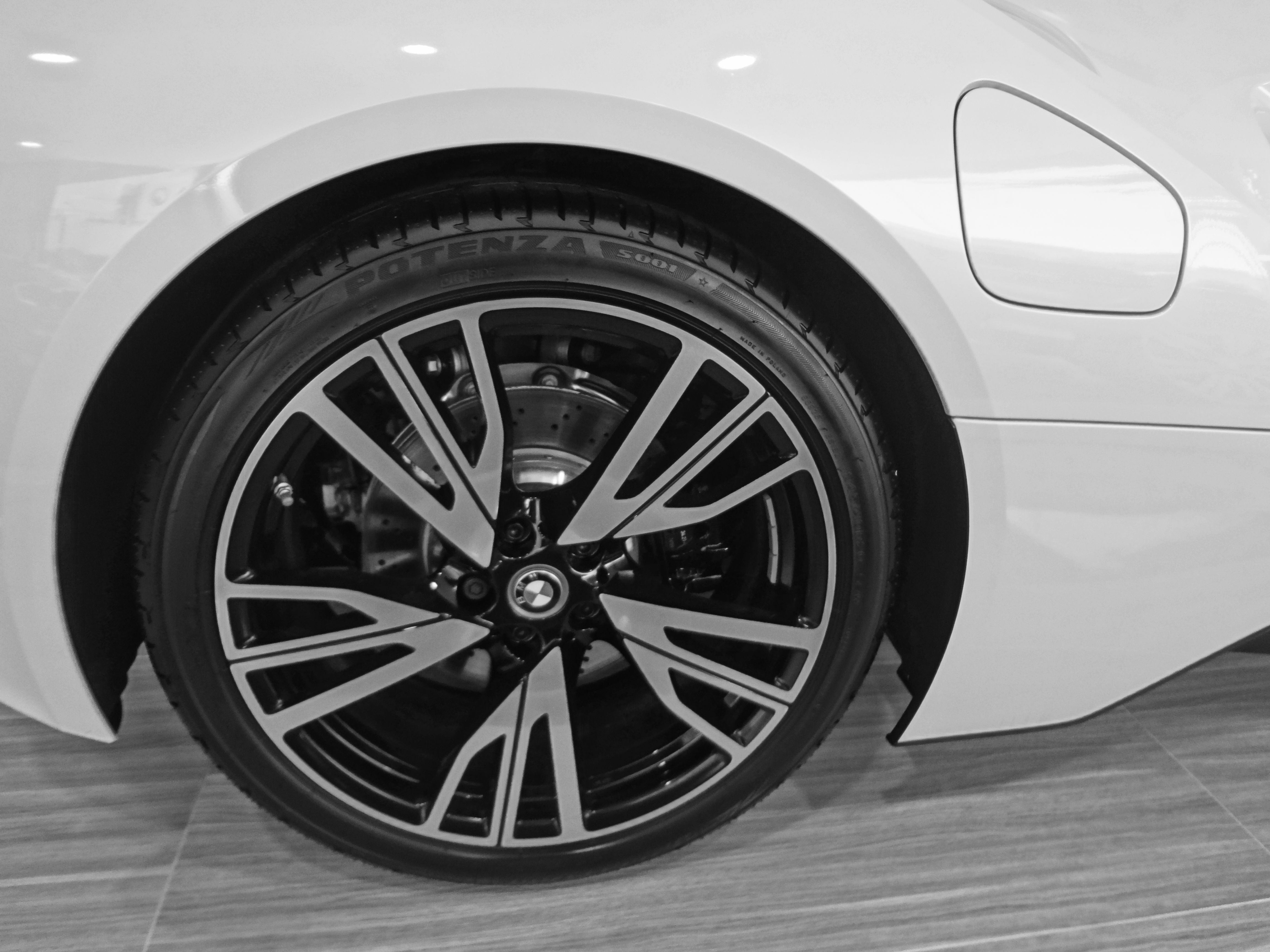
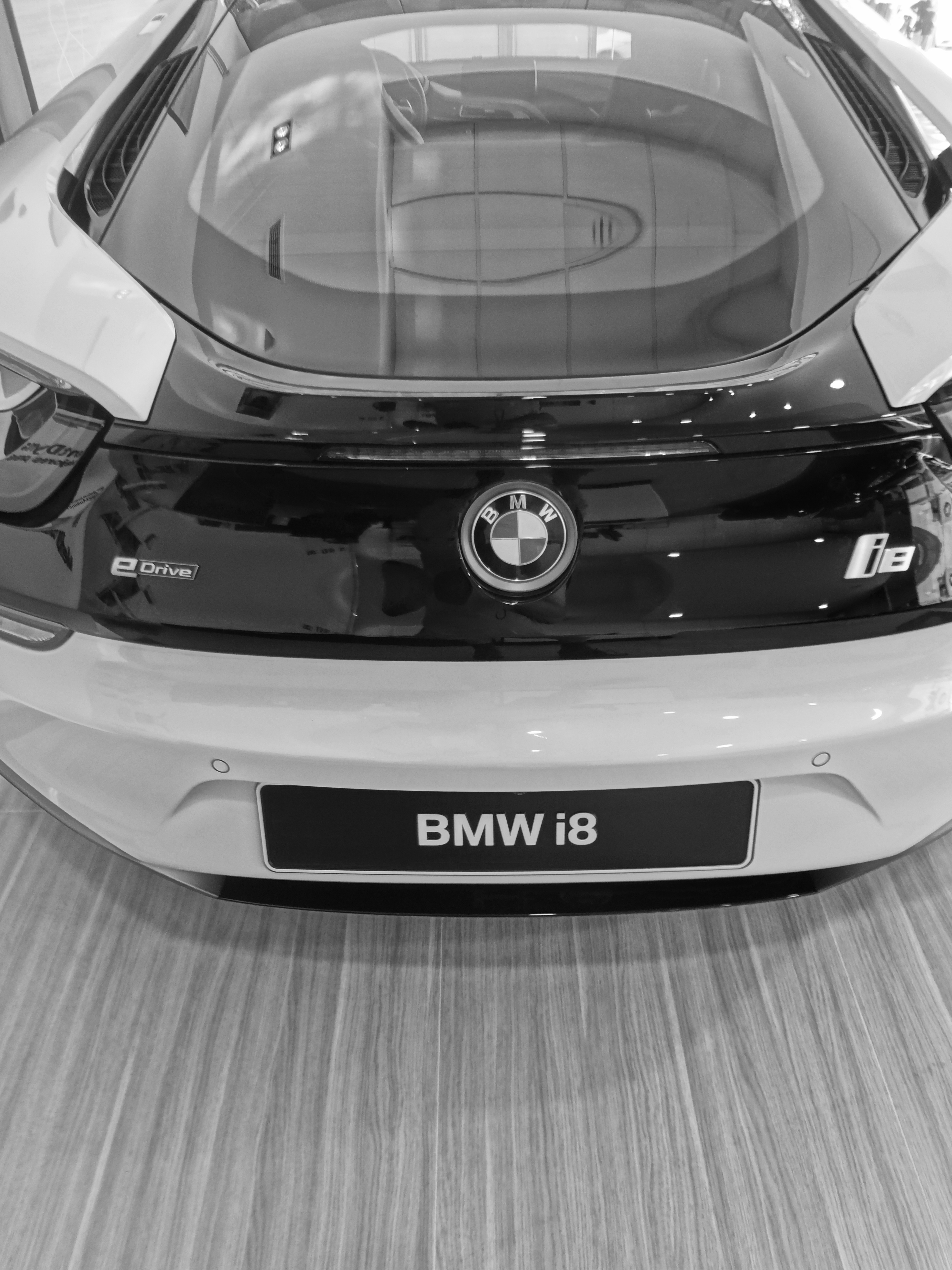

- Духless 2[5][6]